# Snovi s posebnimi nevarnostmi

## Snov s posebnimi nevarnostmi - azbest
Pri azbestu gre za vrsto naravnih mineralnih vlaken, ki so nevarna in jih s prostim očesom ni možno videti. Za azbestne izdelke se po Zakonu o odpravljanju posledic dela z azbestom štejejo izdelki, ki vsebujejo vlaknate silikate, kot so: azbest aktinolit, azbest gruenerit, azbest antofilit, krizotil, krokidolit in azbest tremolit.

## Zakaj je azbestni prah nevaren
Azbest ima vlaknato zgradbo. Vlakna se zelo rada lomijo vzdolžno, pri čemer nastajajo
tanjša, iglam podobna vlakna. Pri vdihavanju lahko vlakna pridejo globoko v pljuča. Ker so tako majhna, da jih ne vidimo in brez vonja, jih lahko vdihamo, ne da bi za to vedeli.
Azbestna vlakna postanejo nevarna takrat, ko jih vdihujemo. Če pridejo v pljuča, lahko
povzročijo bolezni kot so azbestoza in rak pljuč. Mezoteliom, redka oblika raka popljučnice ali potrebušnice, skoraj v vseh primerih povzroči azbest. Rak], ki je posledica izpostavljenosti azbestu je neozdravljiv. Med prvo izpostavljenostjo in pojavom znakov bolezni lahko mine več let, tudi do 40 let.
Prepričanje prebivalstva, da se azbest nahaja zgolj v salonitnih ploščah, ki so se uporabljale za kritje streh in vodovodnih cevi je napačen.

## Uporaba v preteklosti
Zaradi odpornosti na kisline, lužila in visoko temperaturo so ga v preteklosti zelo veliko uporabljali v industriji ter v gradbeništvu. 
Poznamo 3000 izdelkov, ki vsebujejo azbest in so se ali pa se še vedno uporabljajo.
Obstajata dve vrsti azbestnih produktov, to sta čisti azbest in materiali, v katerih je bil azbest primešan drugim snovem, ki so delovale kot vezivo za azbestna vlakna.
Najpomembnejši azbestni izdelki so bili uporabljeni za stavbne konstrukcije v industrija, ladjedelništvu, avtomobilih in vlakih.
Materiali, ki vsebujejo šibko vezan (najbolj nevaren) azbest so:
nabrizgani omet na strope, stene, jeklena gradbena orodja,
ročno nanošeni ometi na strope in stene,skodle iz strešne lepenke,
izolacijske plošče, ki vsebujejo azbest,tesnilne in izolacijske mase,platna za ovijanje cevi,valovita lepenka iz azbesta za izolacijo cevi za vročo in toplo vodo,papirni trakovi in valjani papirni trakovi zakurišča, parne ventile in električne napeljave,lepenka za razne ventile,premazi na stikih vodovodnih in toplovodnih cevi,nabrizgana in ročno nanošena izolacija za rezervoarje za gorivo,tkanine, oblačila, klobučevina, vrvi, trakovi, zavese ipd.
Materiali, ki vsebujejo močno vezan azbest (manj nevarni) so:
ravne ali valovite plošče za prekrivanje streh,fasadne plošče,azbest cementne stene in stropi v bližini peči, kurišč, štedilnikov,vodovodne in kanalizacije cevi ipd.
Ostali azbest cementni materiali in proizvodi (ne vsebujejo šibko vezanega azbesta, niti niso azbest cementni, vendar vsebujejo azbest vezan z različnimi vezivi):
vinil azbestne talne obloge - vinas,asfaltne azbestne talne obloge,
druge obloge (zavorne obloge in sklopke pri avtomobilih, tovornjakih, vlakih, stiskalnicah, žerjavih)
veziva, polnila, kiti, barve, premazi za strehe ipd.
Uporaba azbestnih vlaken se je povečevala v 19. stoletju vse do leta 1975-80, ko je proizvodnja dosegla celo do 56 milijonov ton/leto. 
Azbest spada med zahrbtne snovi. Ne moremo ga prepoznati, videti ali vonjati. Vendar vdihavanje azbestnih snovi/delcev povzroči obolenja, katere posledice se lahko pokažejo po daljšem obdobju.

## Prepoved uporabe azbestnih izdelkov
Proizvodnja azbestcementnih izdelkov na območju Republike Slovenije in njihov uvoz sta prepovedana od 20. 12. 1996 dalje.
Promet azbestcementnih izdelkov v Republiki Sloveniji, ki so bili na zalogi pri proizvodnih in trgovskih organizacijah na dan 20. 12. 1996, je bil dovoljen do 30. 6. 1998.

## Zaščita
Kar je pomembno vedeti pri delu z materiali, ki vsebujejo azbest je, da navadna maska proti prahu ne bo zaustavila azbestnih vlaken. Primerno zaščito nudijo le posebni filtri, ki jih uporabljajo poklicni odstranjevalci azbesta.